# Dolina gejzirjev
Dolina gejzirjev (rusko Долина гейзеров) je približno 6 kilometrov dolga dolina vzdolž Gejzirske reke na Kamčatki v daljnovzhodni Rusiji, znana po okoli 90 gejzirjih in toplih izvirih pretežno na levem bregu reke. Območje je druga največja zgostitev gejzirjev na svetu in je del Naravnega rezervata Kronicki - ta je vključen na seznam Unescove svetovne naravne dediščine kot »Ognjeniki Kamčatke«. Dolina je dostopna le po zračni poti, po navadi s helikopterjem.